# Resultados do Carnaval de Porto Alegre em 2001
Resultados do Carnaval de Porto Alegre em 2001. A vencedora do grupo especial foi a Imperadores do Samba com o enredo, Zamzibar, ilha das especiarias.

## Grupo Especial
| Colocação | Escola                     | Pontos | Punições | Nota      | Ref.        |
| --------- | -------------------------- | ------ | -------- | --------- | ----------- |
| 1º        | Imperadores do Samba       | 158,5  |          |           | [ 2 ]       |
| 2º        | Academia de Samba Praiana  | 158    |          |           | [ 2 ]       |
| 3º        | Estado Maior da Restinga   | 153,5  |          |           | [ 2 ]       |
| 4º        | União da Vila do IAPI      | 139    | - 2      |           | [ 2 ] [ 3 ] |
| 5º        | Unidos de Vila Isabel      | 137    | - 6      |           | [ 2 ] [ 3 ] |
| 6º        | Imperatriz Dona Leopoldina | 135    | - 4      |           | [ 2 ] [ 3 ] |
| 7º        | Acadêmicos de Gravataí     | 131,5  |          | Rebaixada | [ 2 ] [ 3 ] |

## Grupo Intermediário A
| Colocação | Escola                 | Pontos | Nota      | Ref.  |
| --------- | ---------------------- | ------ | --------- | ----- |
| 1º        | Bambas da Orgia        | 159    | Promovida | [ 4 ] |
| 2º        | Copacabana             | 155    |           | [ 4 ] |
| 3º        | Império do Sol         | 149    |           | [ 4 ] |
| 4º        | Real Academia de Samba | 146,5  |           | [ 4 ] |
| 5º        | União da Tinga         | 143    |           | [ 4 ] |
| 6º        | Embaixadores do Ritmo  | 138,5  |           | [ 4 ] |
| 7º        | Império da Zona Norte  | 129    | Rebaixada | [ 4 ] |

## Grupo Intermediário B
| Colocação | Escola                          | Pontos | Nota       | Ref.  |
| --------- | ------------------------------- | ------ | ---------- | ----- |
| 1º        | Academia Samba Puro             | 153    | Promovida  | [ 4 ] |
| 2º        | Protegidos da Princesa Isabel   | 149    |            | [ 4 ] |
| 3º        | Imperatriz Leopoldense          | 143    |            | [ 4 ] |
| 4º        | Filhos da Candinha              | 139    |            | [ 4 ] |
| 5º        | Mocidade da Lomba do Pinheiro   | 137,5  |            | [ 4 ] |
| 6º        | Integração do Areal da Baronesa | 132    |            | [ 4 ] |
| 7º        | Estação Primeira da Figueira    | 131,5  | Rebaixadas | [ 4 ] |
| 8º        | Salgueiro                       | 99,5   | Rebaixadas | [ 4 ] |
| 9º        | Unidos da Zona Norte            | 65     | Rebaixadas | [ 4 ] |

## Grupo de acesso
| Colocação | Escola                      | Pontos | Nota                             | Ref.        |
| --------- | --------------------------- | ------ | -------------------------------- | ----------- |
| 1º        | Fidalgos e Aristocratas     | 151,5  | Promovida                        | [ 5 ] [ 6 ] |
| 2º        | Unidos da Vila Mapa         | 147,5  |                                  | [ 5 ] [ 6 ] |
| 3º        | Unidos do Guajuviras        | 144,5  |                                  | [ 5 ] [ 6 ] |
| 4º        | Realeza                     | 134,5  |                                  | [ 5 ] [ 6 ] |
| 5º        | Acadêmicos da Orgia         | 129,5  |                                  | [ 5 ] [ 6 ] |
| 6º        | Acadêmicos de Niterói       | 127    |                                  | [ 5 ] [ 6 ] |
| 7º        | Unidos do Capão             | 124,5  | Fora dos desfiles por dois anos. | [ 5 ] [ 6 ] |
| 8º        | Portela                     | 111    | Fora dos desfiles por dois anos. | [ 5 ] [ 6 ] |
| 9º        | Mocidade do Jardim Planalto | 70,5   | Fora dos desfiles por dois anos. | [ 5 ] [ 6 ] |

## Tribos
| Colocação | Tribo        | Pontos | Ref.  |
| --------- | ------------ | ------ | ----- |
| 1º        | Os Comanches | 143    | [ 5 ] |
| 2º        | Guaianazes   | 131,5  | [ 5 ] |
| 3º        | Os Tapuias   | 99,5   | [ 5 ] |